# Culoare

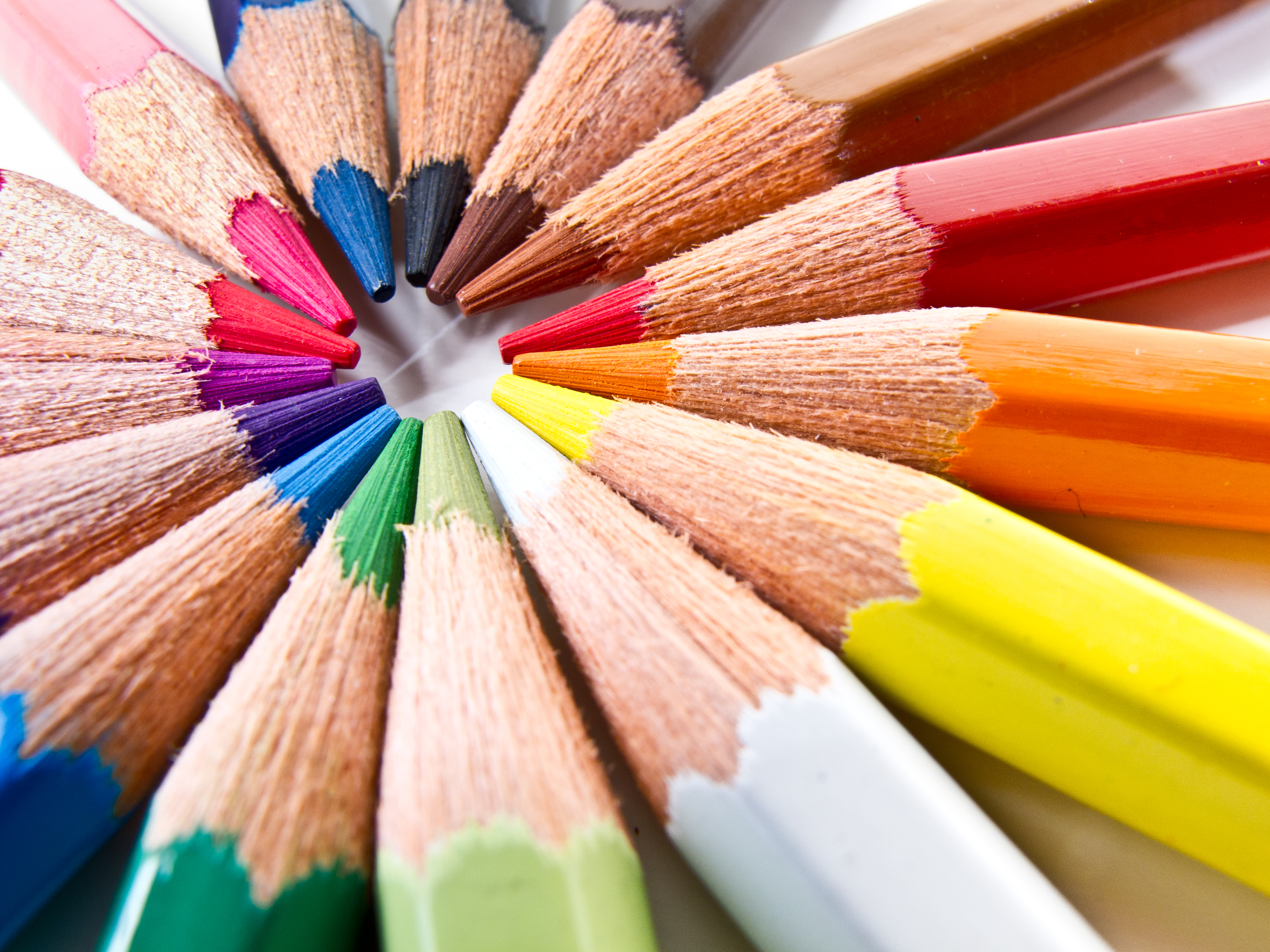
Creioane colorate

Se numește culoare percepția de către ochi a uneia sau a mai multor frecvențe (sau lungimi de undă) de lumină. În cazul oamenilor această percepție provine din abilitatea ochiului de a distinge câteva (de obicei trei) analize filtrate diferite ale aceleiași imagini. Percepția culorii este influențată de biologie (de ex. unii oameni se nasc văzând culorile diferit, alții nu le percep deloc, vezi daltonism), de evoluția aceluiași observator sau și de culorile aflate în imediata apropiere a celei percepute (aceasta fiind explicația multor iluzii optice).
Culoarea, noțiune perceptivă, nu trebuie confundată cu lungimea de undă, noțiune fizică. Ochiul uman este incapabil să distingă între galbenul monocromatic (lumină cu o singură lungime de undă) și o compoziție de verde și roșu. Această iluzie optică permite afișarea culorii galbene pe ecranul monitorului cu ajutorul componentelor elementare verde și roșu, și, în general, sinteza tricromă „RGB”.
Știința culorii, denumită „cromatică”, include printre altele perceperea culorii de către ochiul uman, originea culorii în diversele materiale, teoria culorii în artă și aspectele fizice ale culorii în spectrul electromagnetic.
Culoarea (lungimea de undă) este doar una din proprietățile luminii, altele fiind de ex. direcția, viteza, intensitatea, coerența, polarizarea. Dintre acestea ochiul uman nu e sensibil la viteza, coerența sau polarizarea luminii, având nevoie pentru evidențierea acestora de aparate de măsură corespunzătoare.

## Aspectele fizicii culorii

### Lumina monocromatică
Culorile pure (monocromatice) vizibile
| culoare  | intervalul de lungimi de undă | intervalul de frecvențe |
| -------- | ----------------------------- | ----------------------- |
| roșu     | ~ 610-780 nm                  | ~ 480-405 THz           |
| oranj    | ~ 590-650 nm                  | ~ 510-480 THz           |
| galben   | ~ 575-590 nm                  | ~ 530-510 THz           |
| verde    | ~ 510-560 nm                  | ~ 600-530 THz           |
| azur     | ~ 485-500 nm                  | ~ 620-600 THz           |
| albastru | ~ 452-470 nm                  | ~ 680-620 THz           |
| violet   | ~ 380-424 nm                  | ~ 790-680 THz           |

Lumina monocromatică este o radiație electromagnetică perfect sinusoidală. Lumina monocromatică (ideală) se caracterizează prin puterea P transportată și prin frecvența f a oscilației. Alternativ, în loc de frecvență, se utilizează lungime de undă {\displaystyle \lambda ={\frac {c}{f}}}, unde c este viteza luminii în vid. Lumina monocromatică este vizibilă pentru ochiul uman numai dacă lungimea de undă se încadrează între aproximativ 380-400 nm și 700-760 nm (sau, echivalent, frecvența ei este între aproximativ 750 THz și 430 THz).

### Caracterizarea culorii luminii
Lumina produsă de o sursă luminoasă este, în general, un amestec (o sumă) de radiații electromagnetice de diferite lungimi de undă și intensități, adică, echivalent, o suprapunere de radiații monocromatice. O caracterizare completă a luminii se poate face doar prin exprimarea puterii radiate pe fiecare lungime de undă (sau, echivalent, pe fiecare frecvență). Această caracterizare este dată de o funcție de distribuție spectrală a puterii (engl. Spectral Power Distribution — SPD).
De remarcat că, de fapt, puterea radiată exact pe o anumită lungime de undă este nulă; ceea ce specifică funcția de distribuție spectrală a puterii este puterea radiată într-un interval de lungimi de undă sau de frecvențe, raportată la lățimea intervalului. Ca atare, distribuția spectrală a puterii luminoase poate fi dată sub două forme, după lungimea de undă, {\displaystyle {\frac {\mathrm {d} P}{\mathrm {d} \lambda }}}, sau după frecvență, {\displaystyle {\frac {\mathrm {d} P}{\mathrm {d} f}}}. Între cele două exprimări există relația: {\displaystyle {\frac {\mathrm {d} P}{\mathrm {d} \lambda }}=-{\frac {f^{2}}{c}}\cdot {\frac {\mathrm {d} P}{\mathrm {d} f}}}.

### Descompunerea spectrală

Spectrul luminii albe

Descompunerea spectrală a luminii constă în izolarea radiațiilor de diferite lungimi de undă, adică separarea individuală a fiecărei componente monocromatice. Descompunerea spectrală poate fi realizată:

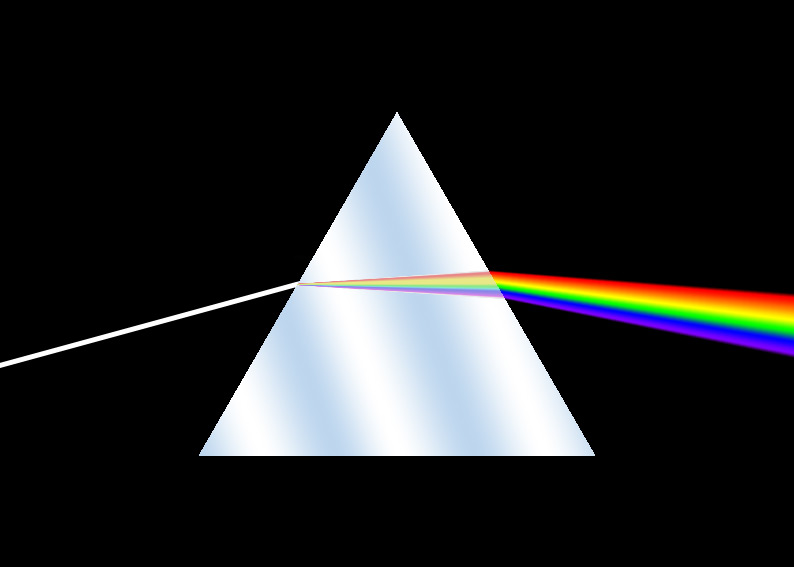
Descompunerea luminii cu ajutorul unei prisme optice

 * Utilizând dispersia luminii (variația indicelui de refracție al unui material transparent în funcție de lungimea de undă), prin trecerea luminii prisme optice. Un fenomen similar are loc în cazul curcubeului.
- Prin difracția luminii printr-o rețea de difracție.

Rezultatul acestei descompuneri este spectrul, numit astfel de către Isaac Newton de la cuvântul latin pentru apariție.

### Caracterizarea culorii corpurilor
O suprafață care reflectă lumina reflectă independent fiecare componentă spectrală (fiecare frecvență sau, echivalent, fiecare lungime de undă). Astfel, caracterizarea fizică a culorii unui obiect se face printr-o funcție care dă, pentru fiecare lungime de undă (sau frecvență), raportul dintre puterea radiației reflectate și puterea radiației incidente. Astfel, dacă radiația incidentă are distribuția spectrală a puterii {\displaystyle s(\lambda )} și suprafața are funcția coeficient de reflexie pe lungime de undă {\displaystyle c(\lambda )}, lumina reflectată va avea distribuția spectrală a puterii dată de {\displaystyle r(\lambda )=s(\lambda )\cdot c(\lambda )}.
O suprafață care reflectă difuz toate lungimile de undă în mod egal este percepută ca albă, în timp ce una neagră absoarbe toate lungimile de undă, fără a reflecta nici una.
Similar, se poate caracteriza culoarea în transparență a unui corp printr-o funcție care asociază fiecărei lungimi de undă un coeficient de transmisie.

## Percepția culorii de către ochi

### Percepția culorii luminii
Ochiul nu distinge, ca având culori diferite, orice surse luminoase cu distribuții spectrale diferite. Explicația este că pe retină se găsesc trei tipuri de receptori, receptorii din fiecare tip fiind sensibili în mod diferit la diferitele componente din spectrul luminii. Răspunsul fiecărui senzor este un nivel de excitație, care poate fi reprezentat ca un număr real. Două culori sunt percepute identic dacă oricare dintre ele declanșează același răspuns din partea fiecărui tip de receptor.

Curbele de sensibilitate ale celor trei tipuri de celule cu conuri (L, M, S) implicate în vederea diurnă și ale celulelor cu bastonașe (R) implicate în vederea nocturnă

Matematic, cele de mai sus se formalizează astfel. Fiecare tip de celule se caracterizează printr-o  curbă de sensibilitate spectrală — o funcție definită pe intervalul de lungimi de undă ale luminii vizibile și cu valori reale pozitive. Răspunsul fiecărui tip de receptor este dat de produsul scalar al distribuției spectrale a luminii incidente cu curba de sensibilitate a receptorului respectiv:
{\displaystyle r_{L}=\int \limits _{I}i(\lambda )\cdot L(\lambda )}
{\displaystyle r_{M}=\int \limits _{I}i(\lambda )\cdot M(\lambda )}
{\displaystyle r_{S}=\int \limits _{I}i(\lambda )\cdot S(\lambda )}
unde I este intervalul de lungimi de undă ale luminii vizibile, {\displaystyle i(\lambda )} este distribuția spectrală a puterii luminii incidente, iar {\displaystyle L(\lambda )}, {\displaystyle M(\lambda )} și {\displaystyle S(\lambda )} sunt curbele de sensibilitate ale celor trei tipuri de receptori, reprezentate în figura alăturată.
Două culori sunt percepute identic dacă răspunsul la ele, pentru fiecare tip de receptori, (rL, rM și rS) este identic.

### Percepția culorilor obiectelor

Două culori identice pot fi percepute diferit datorită „calibrării” percepției culorilor după mediu. Cele două discuri galbene au exact aceeași culoare, dar sunt percepute ca având culori diferite.

Percepția culorilor de către ochi — de fapt, de către creier — este complicată de faptul că analizatorul vizual compară culoarea luminii reflectate de un obiect cu culorile luminii din mediu.
Astfel, o coală albă (care reflectă în mod egal toate culorile spectrului) apare albă și dacă este iluminată cu lumină galbenă (de la un bec electric cu incandescență), și dacă este iluminată cu lumină albă (de la Soare), deși distribuția spectrală a puterii luminii reflectate în cele două cazuri este diferită. Acest lucru se întâmplă deoarece creierul „compensează” culoarea luminii primite de ochi dinspre coala de hârtie, „calibrându-se” după culorile luminii ambiante.
Invers, aceeași culoare văzută în condiții diferite este percepută diferit, datorită aceluiași proces de compensare.

## Reprezentarea culorilor
Problema unei caracterizări standardizate pentru culori se pune în multe domenii, între altele, fabricarea coloranților și vopselurilor, fotografia color, televiziune, design grafic, sisteme de iluminare. Există mai multe standarde în acest sens, cele mai multe fiind bazat pe standardul de reprezentare XYZ definit de Commission internationale de l'éclairage în 1931.

### ReprezentareaXYZșixy
Reprezentarea XYZ constă în 3 numere reale pozitive, notate X, Y și Z, fiecare dintre ele fiind definit ca produsul scalar dintre distribuția spectrală a puterii luminii și o „curba de sensibilitate” standardizată:
{\displaystyle X=\int \limits _{I}i(\lambda )\cdot {\overline {x}}(\lambda )}
{\displaystyle Y=\int \limits _{I}i(\lambda )\cdot {\overline {y}}(\lambda )}
{\displaystyle Y=\int \limits _{I}i(\lambda )\cdot {\overline {z}}(\lambda )}
unde I este intervalul lungimilor de undă vizibile (400 nm – 700 nm), {\displaystyle i(\lambda )} este funcția de distribuție spectrală a puterii luminii incidente, iar {\displaystyle {\overline {x}}(\lambda )}, {\displaystyle {\overline {y}}(\lambda )} și {\displaystyle {\overline {z}}(\lambda )} sunt curbele de sensibilitate ale receptorilor din ochi, reprezentate grafic în figura alăturată.

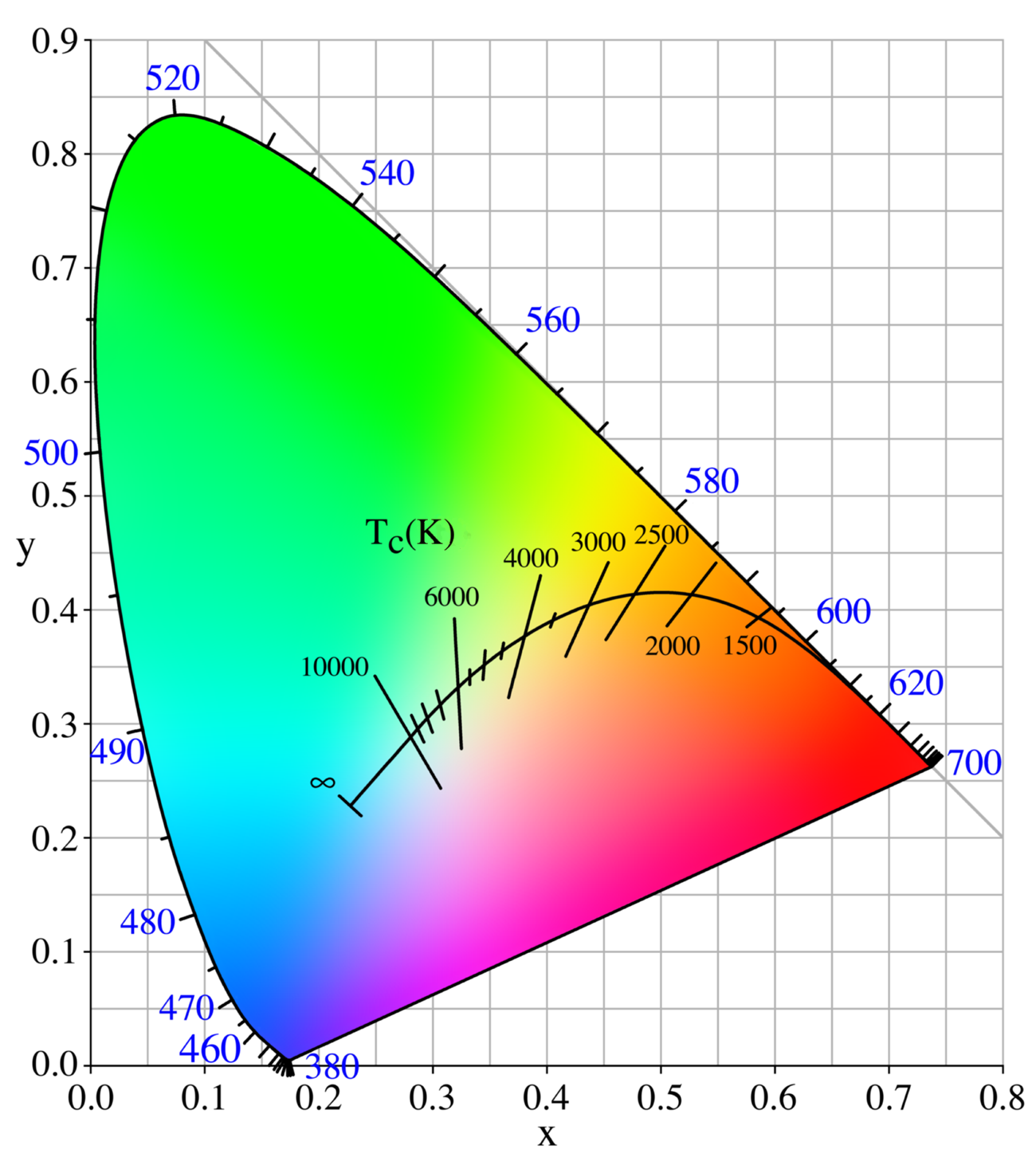
Culoarea luminii emise de un corp perfect negru, în reprezentare xy

Dacă se dorește separarea intensității luminii de culoarea ei, intensitatea este reprezentată de componenta Y, iar culoarea se reprezintă prin valorile xy:
{\displaystyle x={\frac {X}{X+Y+Z}}}
{\displaystyle y={\frac {Y}{X+Y+Z}}}

### Reprezentarea L*a*b*
Reprezentarea L*a*b* constă, ca și reprezentarea XYZ, din trei numere reale, însă este construită în așa fel încât să ofere o legătură mai directă între distanța euclidiană între două triplete de numere și diferența perceptuală între culorile corespunzătoare. Pentru aceasta, legătura dintre XYZ și L*a*b* este una neliniară:
{\displaystyle L^{*}=116\left({\frac {Y}{Y_{n}}}\right)^{1/3}-16}
{\displaystyle a^{*}=500\left[\left({\frac {X}{X_{n}}}\right)^{1/3}-\left({\frac {Y}{Y_{n}}}\right)^{1/3}\right]}
{\displaystyle b^{*}=200\left[\left({\frac {Y}{Y_{n}}}\right)^{1/3}-\left({\frac {Z}{Z_{n}}}\right)^{1/3}\right]}
unde Xn,  Yn și Yn sunt valorile XYZ corespunzătoare luminii considerate albe și presupunând  {\displaystyle {\frac {X}{X_{n}}}\geq 0{,}01}, {\displaystyle {\frac {Y}{Y_{n}}}\geq 0{,}01} și {\displaystyle {\frac {Z}{Z_{n}}}\geq 0{,}01}

### Temperatura de culoare

Culoarea luminii emise de un corp perfect negru

Pentru surse ce produc lumină destul de asemănătoare cu cea produsă de un corp negru incandescent, culoarea poate fi caracterizată prin temperatura pe care trebuie s-o aibă un corp perfect negru pentru a produce culoarea respectivă. Această temperatură se numește temperatura de culoare a sursei.

### Reprezentarea culorilor obiectelor
Pentru obiectele care reflectă sau transmit lumina, nicio reprezentare din trei componente reale nu poate descrie suficient culoarea. Este posibil să se creeze două obiecte A și B și două surse de lumină S și R astfel încât:
- S și R au aceeași culoare perceptuală (aceleași valori XYZ, dar spectre distincte),
- iluminate de S, obiectele A și B au aceeași culoare perceptuală (lumina reflectată de cele două are aceeași descriere XYZ)
- iluminate de R, obiectele A și B au culori perceptuale diferite (valori XYZ diferite).

## Sinteza culorilor

### Sinteza aditivă

Sinteza aditivă a culorilor

Sinteza aditivă a unei culori constă în obținerea luminii de o anumită culoare prin combinarea unor surse de lumină de diferite culori fixate, numite culori primare. Sinteza aditivă se realizează, de exemplu, în tuburile catodice ale televizoarelor și monitoarelor de calculator, precum și în monitoarele TFT și în videoproiectoare.
În cadrul sintezei aditive, intensitatea fiecărei surse individuale poate fi variată, astfel că distribuția sa spectrală a puterii se înmulțește cu un factor, iar distribuția spectrală a puterii luminii rezultate este suma funcțiilor de distribuție spectrală a puterii ale surselor individuale. Sinteza aditivă este deci un proces liniar.

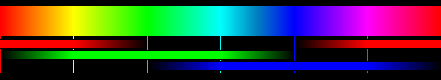
Sinteza aditivă a culorilor spectrului din roșu, verde și albastru. Cele trei bare de jos arată ce intensitate s-a folosit din fiecare culoare primară pentru a obține culoarea, din dreptul poziției respective, din bara de sus

De exemplu, culoarea rezultată prin sinteză aditivă din roșu, verde și albastru într-un tub catodic este caracterizată de valorile XYZ:
{\displaystyle \left({\begin{matrix}X\\Y\\Z\\\end{matrix}}\right)=\left({\begin{matrix}0{,}412453&0{,}357580&0{,}180423\\0{,}212671&0{,}715160&0{,}072169\\0{,}019334&0{,}119193&0{,}950227\end{matrix}}\right)\cdot \left({\begin{matrix}R\\G\\B\\\end{matrix}}\right)}
R, G și B fiind intensitățile luminoase emise de luminofoarele celor trei culori, în conformitate cu semnalele aplicate tubului catodic. Prima coloană a matricii de mai sus reprezintă culoarea, în sistem XYZ, a luminoforului roșu; a doua coloană reprezintă culoarea luminoforului verde, iar a treia a celui albastru.

Gamutul obținut prin sinteză aditivă din trei culori primare. Culorile primare sunt reprezentate de vârfurile triunghiului, iar gamutul este reprezentat prin interiorul triunghiului

Pentru a determina valorile RGB necesare producerii unei anumite culori, trebuie înmulțit vectorul XYZ de obținut cu inversa matricii de mai sus:
{\displaystyle \left({\begin{matrix}R\\G\\B\\\end{matrix}}\right)=\left({\begin{matrix}3{,}240479&-1{,}537150&-0{,}498535\\-0{,}969256&1{,}875992&0{,}041556\\0{,}055648&-0{,}204043&1{,}057311\end{matrix}}\right)\cdot \left({\begin{matrix}X\\Y\\Z\\\end{matrix}}\right)}
De remarcat că, întrucât matricea de transformare din XYZ în RGB are elemente negative, este posibil ca, pentru anumite valori XYZ, una sau mai mai multe dintre valorile RGB rezultate să fie negative. Aceste culori nu pot fi create de către un dispozitiv bazat pe culorile specificate aici.
Mulțimea culorilor ce pot fi create de un dispozitiv constituie gamutul dispozitivului.
Obținerea unui gamut adecvat se poate face printr-o alegere adecvată a culorilor primare sau prin utilizarea a mai mult de 3 culori primare. Selecționarea culorilor roșu, verde și albastru este dictată de considerentul obținerii unui gamut cât mai mare. Este însă falsă ideea că orice culoare ar putea fi produsă prin sinteză aditivă din roșu, verde și albastru.

### Sinteza substractivă a culorilor

Sinteza substractivă a culorilor

În cadrul sintezei substractive, culoarea se obține prin filtrări succesive ale unei surse albe prin filtre de diferite culori și „tării” ale filtrării.
Filtrarea se face, de obicei, prin plasarea unei cerneli pe hârtie: dacă cerneala nu este aplicată, rămâne hârtia albă, care reflectă aproape în totalitate lumina incidentă; dacă se aplică cerneală, în zona respectivă cerneala absoarbe selectiv anumite lungimi de undă, culoarea hârtiei fiind dată de lungimile de undă deabsorbite. Dacă mai multe cerneluri se aplică una peste alta, coeficientul de transmisie pentru fiecare lungime de undă rezultă ca produs al coeficienților de absorbție ai cernelurilor individuale. Pentru a controla „tăria” aplicării fiecărei cerneluri, cerneala se aplică în puncte mici unul lângă altul, acoperind un anumit procentaj din suprafața hârtiei.
Fenomenele care determină culoarea obținută sunt puternic neliniare. Ca urmare, modelarea obținerii culorilor prin sinteză substractivă este o problemă dificilă.